# Condado de Alger
El condado de Alger (en inglés: Alger County, Míchigan), fundado en 1885, es uno de los 83 condados del estado estadounidense de Míchigan. En el año 2000 tenía una población de 9.862 habitantes con una densidad poblacional de 4 personas por km². La sede del condado es Munising.
Lleva el nombre de Russell A. Alger, gobernador de Míchigan, senador y secretario de guerra de los Estados Unidos.

## Geografía
Según la Oficina del Censo, el condado tiene un área total de 13 077 km² (5049,0 mi²), de la cual 2377 km² (917,8 mi²) es tierra y 10 700 km² (4131,3 mi²) es agua.

### Condados adyacentes
- Condado de Luce este
- Condado de Schoolcraft sureste
- Condado de Delta sur
- Condado de Marquette oeste
- Distrito de Thunder Bay (Ontario) norte, (frontera sólo con el Lago Superior)

### Áreas Nacionales protegidas
- Isla de Gran Área Recreativa Nacional
- Hiawatha Bosque Nacional (parte)
- Pictured Rocks Lakeshore Nacional

## Demografía
En el 2000 la renta per cápita promedia del condado era de $35,892, y el ingreso promedio para una familia era de $42,017. El ingreso per cápita para el condado era de $18,210. En 2000 los hombres tenían un ingreso per cápita de $37,681 frente a los $24,492 que percibían las mujeres. Alrededor del 10.30% de la población estaba bajo el umbral de pobreza nacional.

## Lugares

### Ciudades y villas
- Munising
- Chatham

### Comunidades no incorporadas
| - Au Train - Christmas - Coalwood - Deerton - Diffin - Dixon - Dorsey - Doty | - Eben Junction - Evelyn - Grand Marais - Green Haven - Indian Town - Juniper - Kentucky - Kiva | - Ladoga - Limestone - Melstrand - Munising Junction - Myren - Rumely - Shingleton - Slapneck | - Star - Stillman - Sundell - Traunik - Trenary - Vail - Van Meer - Wetmore |

### Municipios
| - Municipio de Au Train - Municipio de Burt | - Municipio de Grand Island - Municipio de Limestone | - Municipio de Mathias - Municipio de Munising | - Municipio de Onota - Municipio de Rock River |

### Carreteras principales

#### Carretera Federal Forestal
- Carretera Federal Forestal 13 (FFH-13)